# Sirikit af Thailand
Sirikit Kitiyakara (12. august 1932 i Bangkok) er Thailands enkedronning, gift med kong Bhumibol Adulyadej (1927-2016). Hun er datter af prins Nakkhatra Mangkala Kitiyakara, søn af prins Kitiyakara Voralaksana, søn af kong Chulalongkorn. 
Fra 5. maj, 2019, er Dronning Sirikits titel: Hendes Majestæt Dronning Sirikit Dronningemor (engelsk, Her Majesty Queen Sirikit the Queen Mother), i forbindelse med kroningen af hendes søn, Vajiralongkorn, som Rama X.

## Ægteskab og børn
Hun mødte sin slægtning Bhumibol i Schweiz i 1948, da han allerede var blevet konge. De blev forlovet i 1949 og giftede sig den 28. april 1950, en uge før, han blev kronet.
De fik fire børn sammen: Prinsesse Ubolratana Rajakanya, kong Maha Vajiralongkorn, prinsesse Maha Chakri Sirindhorn og prinsesse Chulabhorn Walailak.